# 通商政策局
通商政策局（つうしょうせいさくきょく）は、中央省庁である経済産業省の内部部局の一つ。通商行政を所管している。内外を通じた情報の共有化が最も要請されている局である。2001年1月6日の中央省庁再編に際して、旧通商政策局を中心に、一部業務を旧貿易局と再編して発足した。

## 所掌業務
経済産業省組織令第5条では、以下の事務を通商政策局の所掌事務と定めている。
1. 通商に関する政策及び手続に関すること。
2. 通商に関する協定又は取決めの実施に関すること（貿易経済協力局の所掌に属するものを除く。）。
3. 通商に関する調査に関する事務の総括に関すること。
4. 通商経済上の国際協力に関すること（資源エネルギー庁及び貿易経済協力局の所掌に属するものを除く。）。
5. 通商政策上の関税に関する事務その他の関税に関する事務のうち経済産業省の所掌に係るものに関すること。
6. 独立行政法人日本貿易振興機構の組織及び運営一般に関すること。
7. 前各号に掲げるもののほか、通商に関すること（貿易経済協力局の所掌に属するものを除く。）。
8. 経済産業省の所掌事務に係る国際協力に関する事務の総括に関すること（貿易経済協力局の所掌に属するものを除く。）。

## 組織
- 審議官(4)
  -     - 　首席ビジネス・人権政策統括調整官
    - 　特別通商交渉官(3)
    - 　通商交渉官
    - 　通商政策企画調整官
    - 　業務管理官室
- 総務課
  - 貿易保険検査官
    - 　デジタル通商ルール室
    - 　ビジネス・人権政策調整室
    - 　通商渉外調整官
    - 　国際知財制度調整官
    - 　戦略輸出交渉官
    - 　通商金融国際交渉官
- 通商戦略課
  - 通商戦略企画官
    - 　企画官
    - 　企画調査室
- 貿易振興課
  - 技術・人材協力室
    - 　貿易研究官
    - 　参事官（海外展開支援担当）
    - 　貿易振興企画調整官
- 通商金融課
  - 資金協力室
    - 　国際金融交渉室
    - 　貿易保険監理官
- 米州課
  -     - 　中南米室
- 欧州課
  -     - 　ロシア・中央アジア・コーカサス室長
    - 　通商政策企画調整官
- 中東アフリカ課
  - アフリカ室
- アジア大洋州課
  - 南西アジア室
    - 　企画官(2)
    - 　東アジア経済統合推進室
- 北東アジア課
  - 韓国室
- 国際経済部

注
- 経済産業省組織令に規定されている組織
  - 　経済産業省組織規則に規定されている組織
    - 　経済産業省幹部名簿[3]に官職が記載されているもの